# КОСАРТОП
КОСАРТОП (рус. Комиссия Особых Артиллерийских Опытов) — первая советская научно-исследовательская организация, созданная 16 декабря 1918 года в Петрограде для решения системных проблем развития артиллерийского вооружения. 

## История
Основным инициатором создания комиссии был член Артиллерийского комитета РККА и бывший начальник ГАУ российской армии бывший генерал-лейтенант В. М. Трофимов. Летом 1918 года он подготовил обстоятельный доклад о необходимости создания органа как центра планомерной научно-технической и исследовательской работы по созданию артиллерийских систем, обосновал и составил план работы будущей комиссии, убедительно доказал неминуемое отставание от артиллерии вероятных противников при отсутствии такой работы. На заседании Артиллерийского комитета в конце лета его план был принят и затем утверждён ГАУ. 
Организационно числилась в составе Артиллерийского комитета Главного артиллерийского управления и занималась созданием новых систем боеприпасов, артиллерийских орудий и приборов, а также — участвовала в испытаниях экспериментальных образцов. Помимо этого комиссия исследовала вопросы артиллерийской стрельбы по воздушным целям и увеличения дальности стрельбы, для чего решались прикладные задачи внутренней и внешней баллистики. Комиссия работала в условиях жесточайшего дефицита всего необходимого оборудования, развала связей с заводами-изготовителями и недоверия советской власти к «бывшим» военспецам. Тем не менее результаты её работы впечатляют. За время её существования было издано около 150 монографий и выполнено около 100 опытно-конструкторских и научно-исследовательских проектов. На основе разработок комиссии создавались все системы артиллерийского вооружения РККА, принятые на вооружение в 20-х и в начале 30-х годов. С 1920 года при комиссии действовало особое конструкторское бюро, которое возглавлял Ф. Ф. Лендер. В 1927 году комиссия была расформирована, а на её базе был развёрнут артиллерийский научно-исследовательский институт.
В Артиллерийском музее в Санкт-Петербурге представлена деятельность членов Косартопа — документами и фотографиями.

## Персоналии
Среди постоянных членов комиссии были следующие артиллеристы и учёные (в большинстве бывшие офицеры и генералы):
- Трофимов, Василий Михайлович — председатель в 1918—1927;
- Беркалов, Евгений Александрович — член комиссии, в общей сложности около двух лет исполнял обязанности председателя во время отсутствия и болезни В. М. Трофимова;
- Агокас, Евгений Викторович  — член первого состава комиссии;
- Брикс, Андрей Александрович — член первого состава комиссии;
- Дроздов, Николай Фёдорович — занимался вопросами свойств и законов горения пороха;
- Керн, Александр Эдуардович — член первого состава комиссии, бывший генерал-лейтенант;
- Киснемский, Гавриил Петрович — член первого состава комиссии, бывший генерал-лейтенант;
- Лауниц, Иван Александрович Шмидт фон дер — член первого состава комиссии;
- Лендер, Франц Францевич — занимался подготовкой теоретической базы для новых способов ведения зенитного огня;
- Маркевич, Антон Игнатьевич — член первого состава комиссии, бывший генерал-майор;
- Микеладзе, Вячеслав Артемьевич — член комиссии (1925—1928), бывший генерал-майор;
- Розенберг, Михаил Фёдорович  — член комиссии (1923—1928), бывший генерал-майор, Герой Труда (1928);
- Рдултовский, Владимир Иосифович — член первого состава комиссии[4];
- Якимович, Алексей Александрович — член первого состава комиссии;
- в разное время в состав комиссии входили Гедлунд А. В., Соколов А. А., Гаврилов В. Г., Пашкевич В. А., Гун В. В.

В качестве консультантов к работе комиссии наиболее часто привлекались А. Н. Крылов (занимался вопросами расчёта траекторий и подготовки таблиц для стрельбы), В. Н. Ипатьев, П. П. Лазарев, Н. Е. Жуковский, Г. А. Забудский, С. А. Чаплыгин, С. Г. Петрович, Р. А. Дурляхов, Н. Ф. Дроздов, В. П. Ветчинкин, Д. А. Вентцель и многие другие.